# Michael E. Brown
Michael „Mike” E. Brown (n. 5 iunie 1965, Huntsville, Alabama, SUA) este un astronom și profesor de astronomie planetară la CalTech. Codescoperitor al mai multor obiecte transneptuniene importante, între care Quaoar, Sedna, Orcus, Eris și Makemake, rând pe rând calificate în ziare drept „cea de-a zecea planetă”, ultimele două fiind clasate drept planete pitice (celelalte fiind candidate la acest statut), el însuși s-a numit, cu umor « omul care l-a ucis pe Pluto ». De altfel a publicat în 2010 How I Killed Pluto and Why It Had It Coming.

## Descoperiri
În 2012 Michael E. Brown a descoperit sau a codescoperit, 16 obiecte transneptuniene (între care un satelit și o descoperire controversată):
| Nume                    | Data descoperirii       | Codescoperitor(i)                                      | Note |
| Obiecte transneptuniene | Obiecte transneptuniene |                                                        | |
| ----------------------- | ----------------------- | ------------------------------------------------------ | --- |
| (126154) 2001 YH140     | 18 decembrie 2001       | cu Chadwick Trujillo                                   | |
| (126155) 2001 YJ140     | 20 decembrie 2001       | cu Chadwick Trujillo și Glenn Smith                    | |
| (55565) 2002 AW197      | 10 ianuarie 2002        |                                                        | |
| (119951) 2002 KX14      | 17 mai 2002             | cu Chadwick Trujillo                                   | |
| 50000 Quaoar            | 4 iunie 2002            | cu Chadwick Trujillo                                   | Candidat la planetă pitică |
| (84719) 2002 VR128      | 3 noiembrie 2002        | cu Chadwick Trujillo                                   | |
| (120178) 2003 OP32      | 26 iulie 2003           | cu Chadwick Trujillo și David Rabinowitz               | |
| 90377 Sedna             | 14 noiembrie 2003       | cu Chadwick Trujillo și David Rabinowitz               | Candidat la planetă pitică |
| 90482 Orcus             | 17 februarie 2004       | cu Chadwick Trujillo și David Rabinowitz               | Candidat la planetă pitică |
| 120347 Salacia          | 22 septembrie 2004      | cu Henry Roe și Kristina Barkume                       | |
| (120348) 2004 TY364     | 3 octombrie 2004        | cu Chadwick Trujillo și Glenn Smith                    | |
| 136108 Haumea           | 28 decembrie 2004       | cu Chadwick Trujillo și David Rabinowitz               | Descoperire totuși controversată, creditul actual al descoperirii este atribuit echipei lui José Ortiz. Planetă pitică din 17 septembrie 2008. |
| 136199 Eris             | 28 iunie 8 d.Hr.        | cu Chadwick Trujillo și David Rabinowitz               | Obiectul transneptunian cel mai masiv descoperit până acum. Planetă pitică din 24 august 2006.                                                 |
| 136472 Makemake         | 31 martie 2006          | cu Chadwick Trujillo și David Rabinowitz               | Planetă pitică din 17 iulie 2008. |
| 136199 Eris I Dysnomia  | 10 septembrie 2006      | cu Marcos van Dam, Antonin Bouchez și David Le Mignant | Satelit al planetei pitice 136199 Eris. |
| (225088) 2007 OR10      | 17 iulie 2007           | cu M. E. Schwamb și David Rabinowitz                   | Candidat la planetă pitică |
| Alte descoperiri        |                         |                                                        | |
| 87 Sylvia I Romulus     | 18 februarie 2001       | cu Jean-Luc Margot                                     | Primul satelit cunoscut al asteroidului Sylvia.                                                                                                |
| Preziceri               |                         |                                                        | |
| A noua planetă          | 20 ianuarie 2016        | Konstantin Batygin                                     | Presupusă a noua planetă a Sistemului Solar.                                                                                                   |

## A noua planetă
La 20 ianuarie 2016, cercetătorii Konstantin Batygin și Michael E. Brown de la Institutul de Tehnologie din California au anunțat că există dovezi suplimentare indirecte privind existența unei a noua planete dincolo de orbita planetei Neptun. Aceasta ar orbita în jurul Soarelui într-o perioadă cuprinsă între 10.000 și 20.000 de ani. Conform studiului publicat în Astronomical Journal, „Planeta Nouă” ar avea o masă de aproximativ 10 ori mai mare decât Terra și s-ar afla la minim 200 UA.
Mai mulți astrofizicieni pun în gardă contra „ambalării mediatice” care a urmat publicării ipotezei celei de-a noua planete, care rămâne încă teoretică și nedemonstrată.

## Onoruri, premii, diplome
- Michael Brown a fost numit de magazinul Time drept unul dintre cele 100 de persoane cele mai influente în anul 2006.[4]
- În 2007 el a primit premiul anual „Feynman Prize”, cea mai prestigioasă onoare acordată unui profesor al Caltech.
- Asteroidul 11714 Mikebrown, descoperit la 28 aprilie 1998, a fost denumit în onoarea sa.[5]
- În 2012, Brown a primit Kavli Prize în Astrofizică.[6]